# Aeolesthes holosericea
Aeolesthes holosericea là một loài bọ cánh cứng trong họ Cerambycidae.